# Артемідор Ефеський

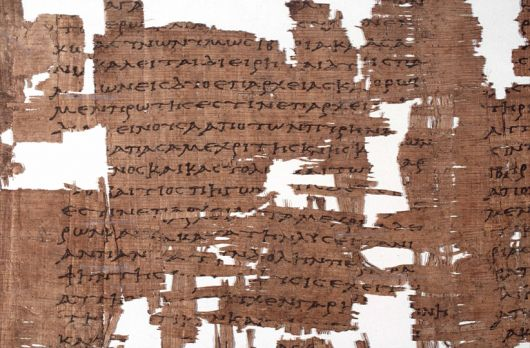
Папірус Артемідора

Артемідор Ефеський (грец. Artemidorus Ephesius) — грецький географ I століття до н. е.
Автор «Періпла» в одинадцяти книгах, створеного під час своїх подорожей Середземним та Червоним морями, а також Атлантикою, на які часто посилається у своїх роботах Страбон — грецький географ і історик, який жив дещо пізніше.
Робота Артемідора Ефеського збереглася лише у вигляді невеликих фрагментів.
Два папірусних фрагменти були виявлені в кінці XX століття. Сенсаційна знахідка містила в собі першу відому карту Піренейського півострова, а також багато ілюстрацій. Банк Турина придбав папірус Артемідора Ефеського за 3,369,850 доларів США. Публікація його тексту в 2008 році викликала жваву наукову дискусію (ряд вчених оголосили папірус підробкою XIX століття), поки не завершену.